# A Ronda Noturna
A Ronda Noturna ou A Ronda da Noite (em neerlandês:  De Nachtwacht)  é uma pintura a óleo sobre tela do pintor neerlandês Rembrandt, pintada entre 1639 e 1642. A pintura mede 363 cm de altura e 437 cm de largura e mostra a Guarda Cívica de Amsterdã sob comando do capitão Frans Banning Cocq. Geralmente considerada como a magnum opus de Rembrandt, A Ronda Noturna é uma das pinturas mais conhecidas do Barroco. A peça é de propriedade do município de Amsterdã e faz parte da exposição permanente do Rijksmuseum, principal museu especializado em pintura neerlandesa.

## Contexto histórico

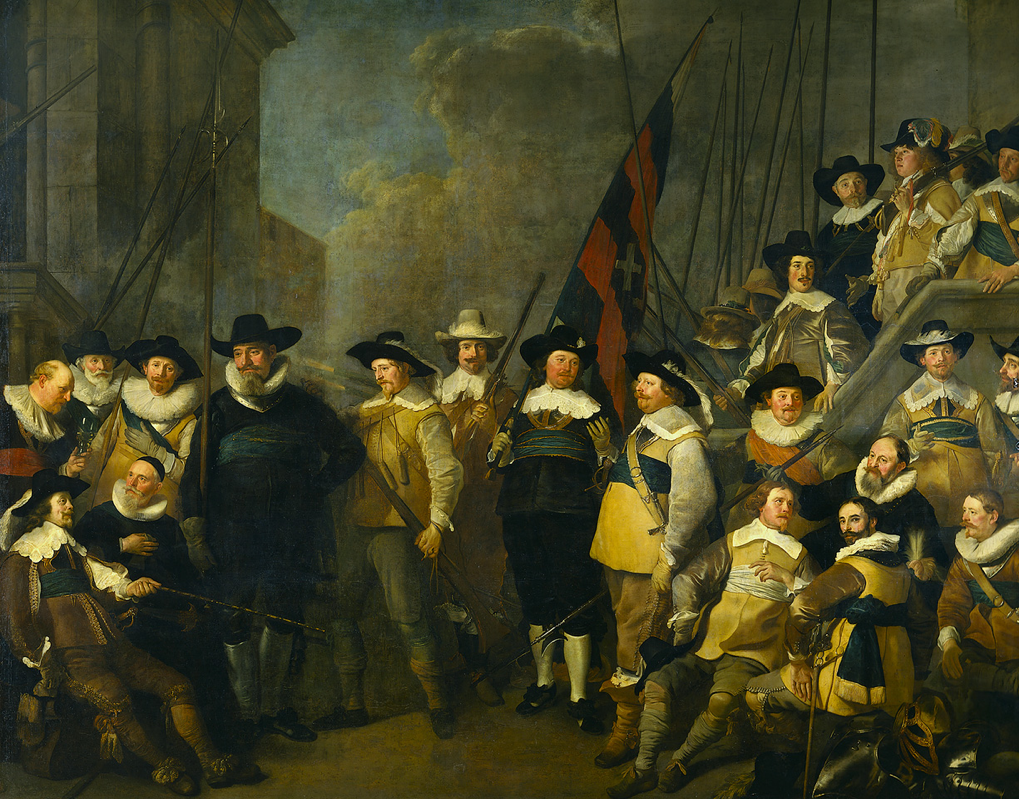
Oficiais e outros membros da milícia do distrito V em Amsterdã(o) sob comando do capitão Cornelis de Graeff em 1642

Durante a guerra de independência da República Holandesa guardas 
cívicas foram estabelecidas em várias cidades do país. Os vigilantes da cidade de Amsterdã(o) na Idade de Ouro - arcabuzeiros ou mosqueteiros - estavam subordinados aos mandos dos regentes de Amsterdã(o) e eram um tipo de policiais da cidade. Sua função original e primária era defender a cidade contra invasores inimigos.
Como os membros dos grupos de vigilantes tinham que fazer a manutenção das suas próprias armas, as camadas mais pobres da população foram praticamente excluídas. Os membros das milícias pertenciam em sua maioria à classe média e os oficiais à classe alta. Amsterdã foi dividida em vinte distritos em 1620, cada um formando um distrito com suas próprias milícias de defesa. Para seus membros, havia um requisito de residência, excepcionalmente, apenas os oficiais tinham permissão para morar fora do distrito do seu quartel. A maior parte das pessoas representadas na Ronda Noturna são mosqueteiros, piqueiros, guarda civícos e oficiais do grupo de vigilantes de Amsterdã do segundo distrito. Este distrito era localizado no oeste da cidade, imediatamente ao sul da Nieuwe Kerk entre o Damrak e o Singel.
Em 1642, quando Rembrandt finalizou A Ronda Noturna, a guerra contra o Reino da Espanha ainda não havia chegado ao fim. Com o firmamento da Paz de Münster em 1646, as companhias de milícias perderam sua função original de defender a cidade e tornaram-se sociedades honoríficas.

## Título
Embora A Ronda Noturna esteja historicamente consolidado como título da tela, ela foi originalmente designada A Companhia do Capitão Frans Banning Cocq e do tenente Willem van Ruytenburch a Preparar-se para Avançar, segundo a inscrição que foi encontrada num esboço preparatório:
O quadro foi chamado no século XIX Patrouille de Nuit pela crítica francesa, e Night Watch por Joshua Reynolds; daí a origem de seu nome popular. O nome popular surgiu de um equívoco de interpretação, devido ao fato de que, nessa época, o quadro estava bastante deteriorado e obscurecido pela oxidação do verniz, que suas figuras eram quase indistinguíveis, e parecia uma cena noturna. Depois do seu restauro em 1947, quando esse verniz obscurecido foi eliminado, descobriu-se que o título não se ajustava à realidade, já que a acção se desenrola durante o dia e não à noite, no interior de um espaço teatral semiescuro no momento em que chega um potente raio de luz que ilumina intensamente os personagens que figuram no quadro.

## Representação

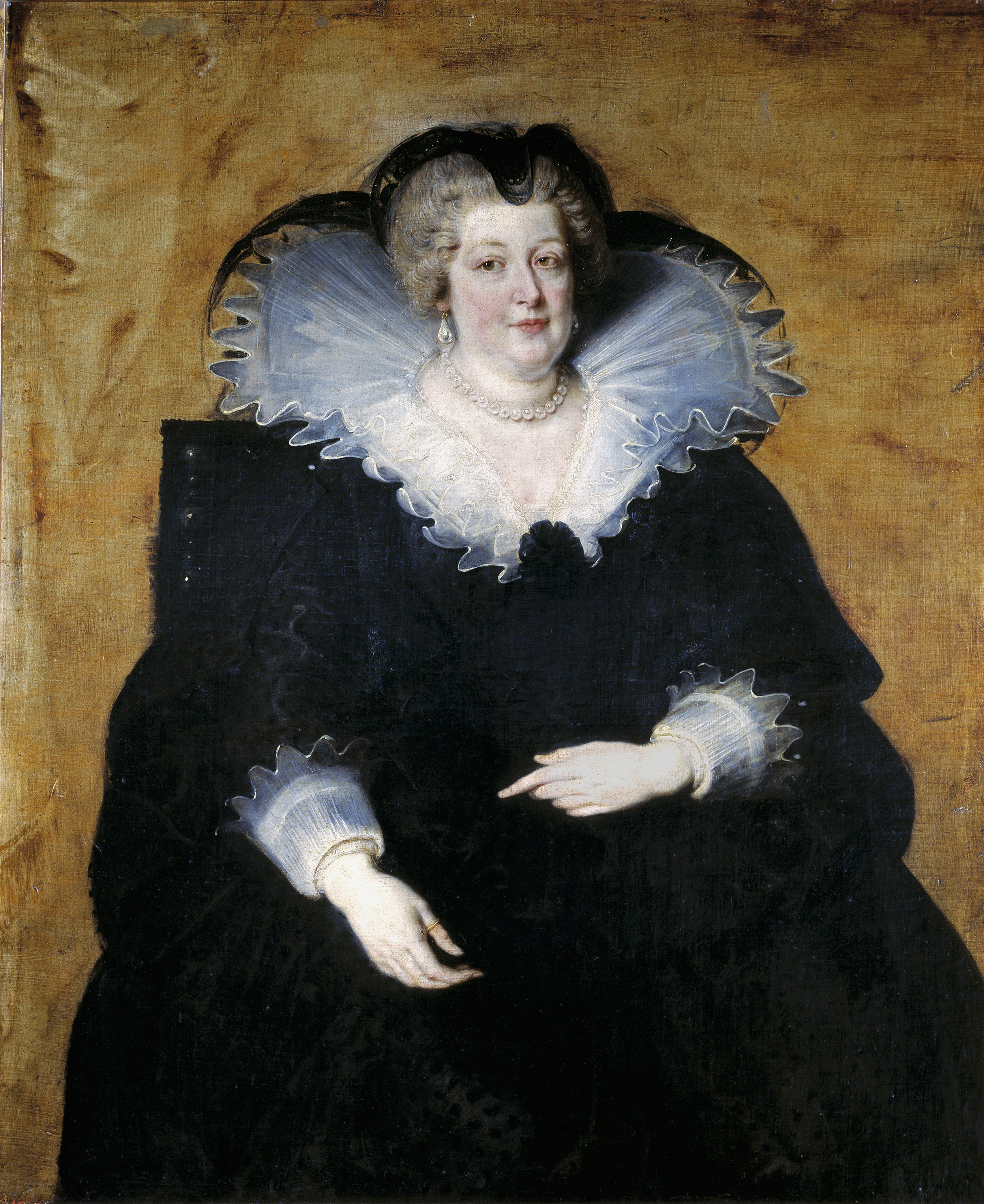
A companhia de capitão Cocq serviu de guarda de honra na visita da rainha mãe francesa a Amsterdã. Retrato de Maria de Médicis. (c. 1622) realizado por Rubens, Museu do Prado, (Madrid).

A obra foi uma encomenda da Corporação de Arcabuzeiros de Amsterdão para decorar o grande salão da Kloveniersdoelen, sede da companhia. Por este motivo, Rembrandt concebeu uma tela de grandes dimensões, com cerca de 5 metros de comprimento e 3.87 metros de altura.
A tela mostra a milícia do capitão Frans Banning Cocq no momento em que este dá a ordem para marchar ao alferes Willem van Ruytenburch. Atrás deles aparecem os 18 integrantes da Companhia, que pagaram em média cem florins ao pintor para aparecer no quadro, uma soma mais que considerável para a época. Os dois oficiais provavelmente pagaram mais, pelo lugar privilegiado que ocupam no quadro. Ao todo, Rembrandt cobrou 1600 florins por este quadro. Pelo fato da companhia de arcabuzeiros ser uma instituição municipal, a tela continua a ser propriedade do município de Amsterdã, que a empresta ao Rijksmuseum sem contraprestação econômica.
Os personagens aparecem captados pelo pintor holandês de tal modo que é possível os contemplar em numerosas ocasiões no momento em que diariamente a companhia se preparava para formar e sair, e seguir ordenadamente para percorrer a cidade na sua missão de vigilantes da ordem. Além disso, no quadro aparecem três crianças correndo e um cão que animam a cena.
A obra, que devia ter sido concluída no dia do banquete de inauguração da sede da companhia foi, junto a outros retratos corporativos, parte da comemoração da chegada em 1638 à Amsterdã da rainha mãe Maria de Médici, viúva de Henrique IV da França, exilada por ordem do seu filho Luís XIII e de seu aliado, o cardeal Richelieu. Esta visita régia à capital holandesa foi celebrada pelas suas autoridades com grande pompa.
O pagamento pelo trabalho atrasou-se devido ao fato que a obra não cobriu as expectativas dos membros da milícia e por não estar perfeitamente definida a presença da maioria deles. Apesar da sua qualidade, também passou despercebida pela crítica na época.
A cena da companhia forma parte fundamental da tradição holandesa de retratos coletivos que surgiu na chamada "Idade de Ouro da arte dos Países Baixos". Pintores contemporâneos como Frans Hals dedicaram-se quase exclusivamente a este tipo de retratos por encomenda a óleo.

### Personagens principais

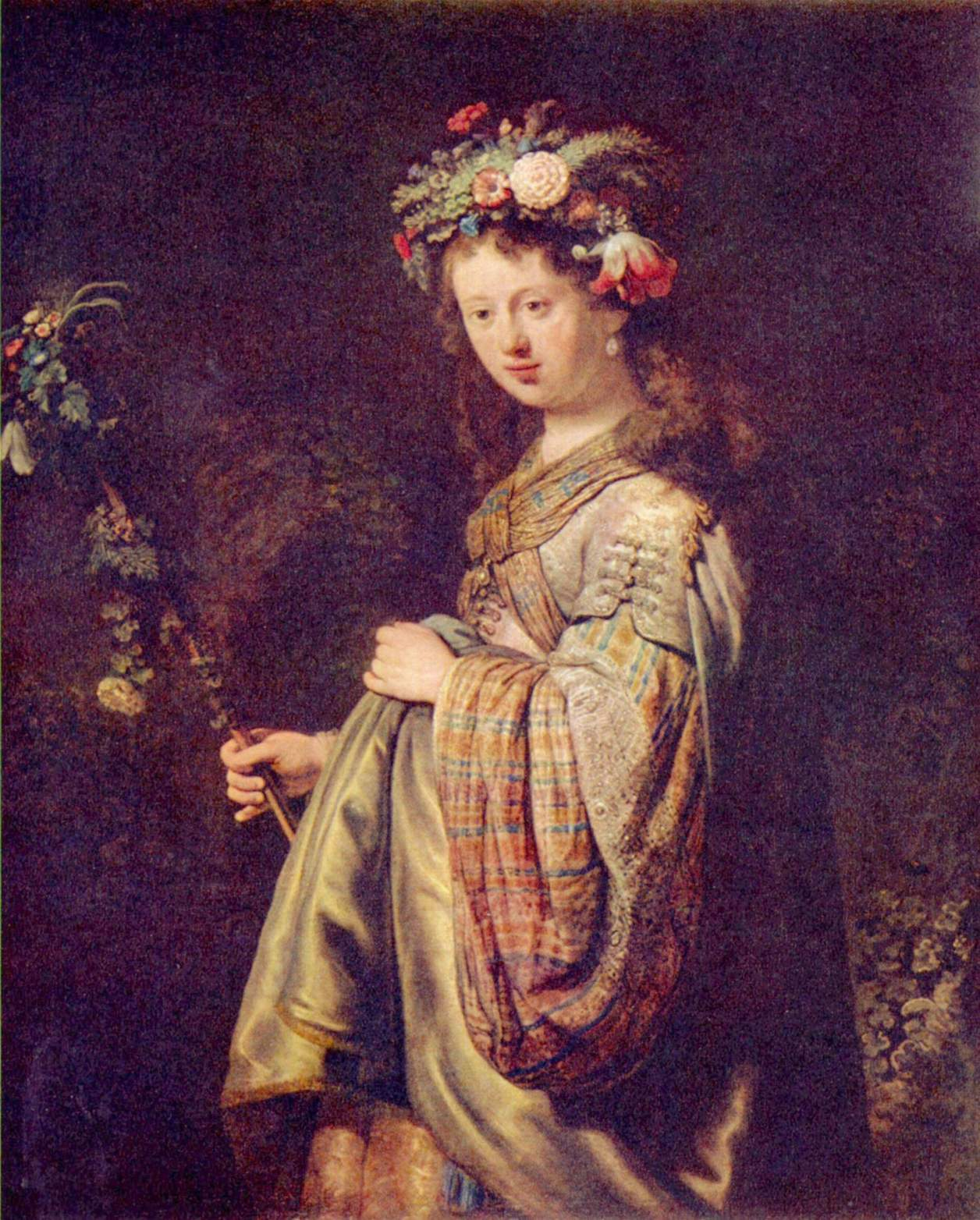
A crítica majoritária considera que a menina que aparece n´A Ronda Noturna é um retrato da sua esposa Saskia, que faleceu no mesmo ano em que a obra foi realizada. Sua morte causou-lhe uma profunda depressão. Retrato de Saskia como Flora (1634), exposto no Museu do Hermitage de São Petersburgo.

- Capitão Frans Banning Cocq (1605 – 1655): é o capitão da companhia e figura central que articula os eixos do quadro. Com a mão estendida e a boca aberta dá a ordem ao seu tenente. Para a evitar uma ordem hierárquica na distribuição dos membros da milícia, Rembrandt outorga-lhe a posição predominante conforme seu cargo.
- Tenente Willem van Ruytenburch: é o tenente da companhia, que recebe a ordem para preparar a companhia para avançar. Ruytenburch era de baixa estatura, e, para que ele não ficasse muito baixo perto do alto capitão Cocq, Rembrandt realça-o empregando no seu uniforme um tom amarelo pálido com brilho dourado e iluminando-o por um raio de sol.
- A menina: é uma figura-chave no quadro, por servir de mascote da companhia e por ser focalizada em um raio de luz. A menina aparenta ter pouco a ver com o resto dos personagens. Por causa do mistério acerca de sua identidade, críticos veem nela um retrato de Saskia van Uylenburgh (1612 - 1642), primeira esposa do pintor, que faleceu prematuramente no ano em que foi pintada a tela, possivelmente de tuberculose. Saskia era a habitual modelo de muitos dos retratos do pintor. Veste um traje amarelo-limão e carrega na cintura uma galinha morta branca, pendurada pelos pés. Este era o emblema da companhia, que Rembrandt representou desta maneira singular, em substituição do habitual brasão deste tipo de retratos coletivos.

## Composição

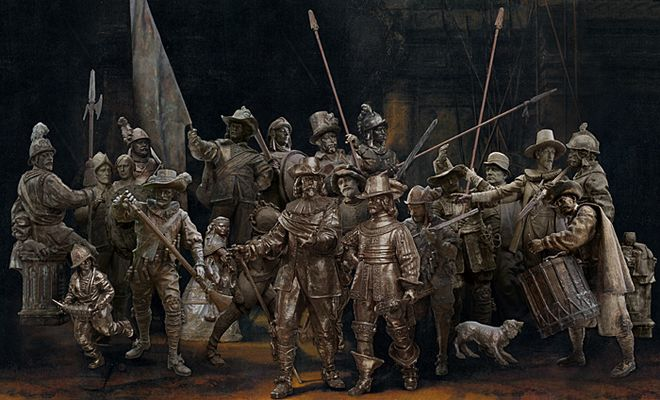
Representação em bronze dos personagens d´A Ronda Noturna. Esculturas de Alexander Taratynov e Mikhail Dronov para comemorar o quarto centenário de nascimento de Rembrandt (2005).

Rembrandt afastou-se do convencional, evitando uma cena estática e formal, e gerando, por outro lado, uma de acção, mais do gosto do estilo Barroco que então imperava.
Mostra os soldados prontos para embarcar em uma missão (que tipo de missão, ou se se tratava de uma patrulha ordinária é ainda motivo de discussão). Este ordenamento é completamente original e constitui uma nova maneira de conceber o retrato de grupo. Seu estilo causou a contrariedade de alguns membros da milícia, pelo fato de serem dificilmente distinguíveis por sua localização no fundo da tela. Ao contrário de quadros da mesma temática, em que a posição dos personagens segue uma ordem hierárquica precisa, o pintor baseou a localização dos personagens unicamente em razões artísticas.
Contudo, a composição aparentemente desordenada está na realidade construída de um modo racional segundo os dois eixos médios do retângulo que forma a tela:
- Eixo horizontal: Determina o grupo de personagens que serve de apoio às duas figuras principais. Os quatro personagens com trajes típicos coloridos dominam o centro do quadro, dirigindo o olhar do espectador para eles.
- Eixo vertical: Determina a posição do capitão com seu traje preto, que se vê apoiado pela figura do tenente ao seu lado, este com um traje amarelo claro. Estas duas figuras formam o centro da atenção.
- As diagonais que formam a longa lança e o mastro da bandeira se cruzam no centro iluminado da cena, enquadrando os três grupos de personagens com uma linha imaginária, deixando-os a comando da companhia e na posição preponderante da cena.

## Análise
O desenho, apenas esboçado, fica diminuído pela importância da cor e a luz, sendo pouco nítidos os contornos das figuras.
Influenciado por Caravaggio, Rembrandt utiliza o tenebrismo e o chiaroscuro, criando fortes contrastes entre a luz e a sombra. O raio de luz provém da esquerda, segundo a direção das sombras projetadas. Esta luz, apesar da sua concepção realista, não age uniformemente, sendo que ilumina e destaca certos personagens, enquanto relega outros à sombra. Em ocasiões parece que nasce do interior das figuras, como no caso da menina que corre. A iluminação é a grande protagonista deste quadro, porque cria uma mágica atmosfera semi-escura com sombras envolventes e luzes cegantes.
A cor é aplicada com pinceladas espontâneas. O cromatismo da tela se faz presente pelos tons cálidos de terra e ocres, com exceção do vermelho do echarpe do capitão e do arcabuzeiro à sua direita, do branco ocre da menina atrás dele e do amarelo do tenente. Usa tonalidades opostas para contrastar como o uniforme claro e escuro dos dois personagens centrais, a roupa preta do capitão ressaltando com sua gola branca ou a roupa dourada do tenente em contraste com os rostos iluminados.

## Proveniência e condição

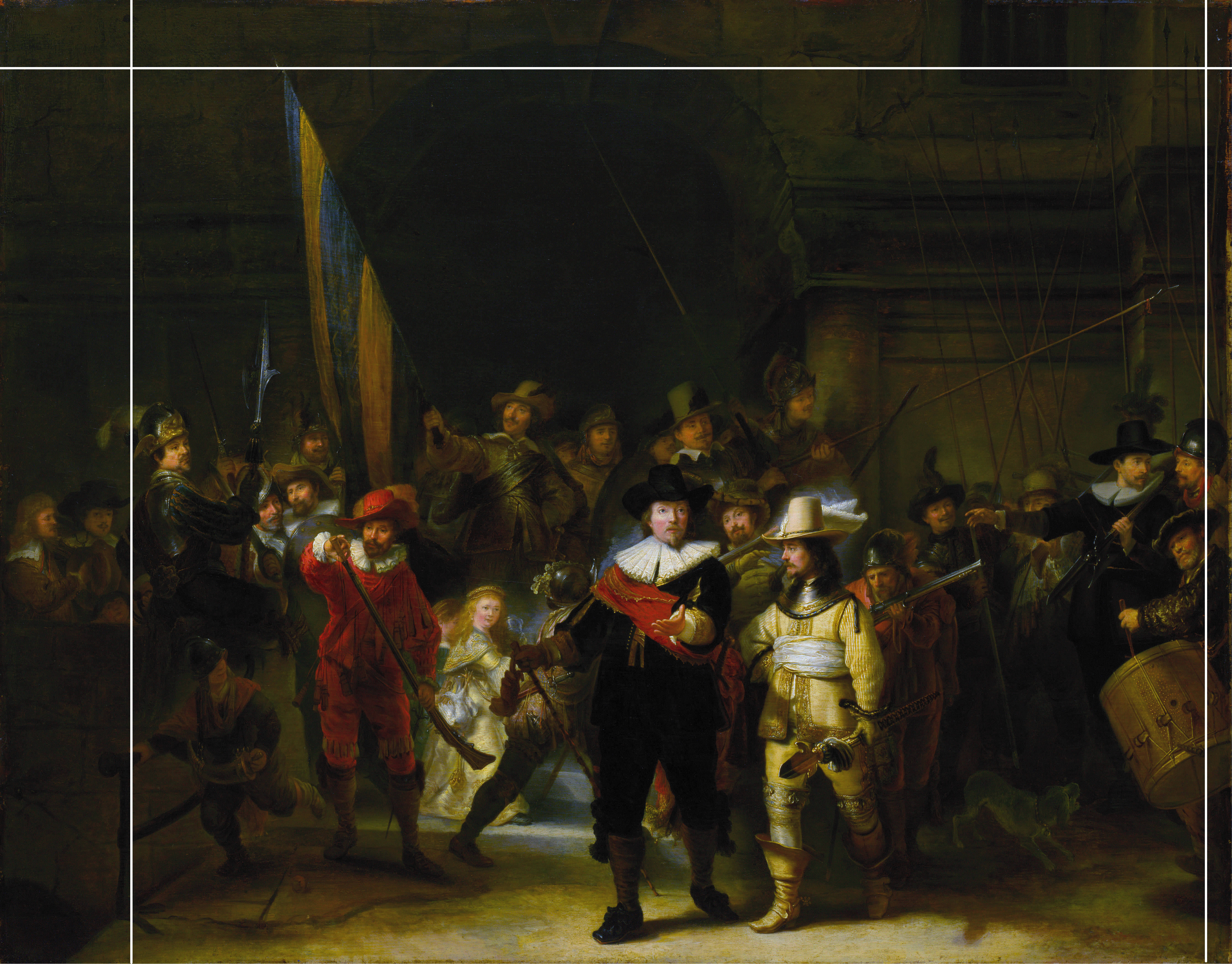
Cópia da obra antes do recorte da tela, na qual pode-se observar suas dimensões originais.

O destino original para a tela foi o Groote Zaal (Grande Salão) do Kloveniersdoelen, sede municipal da Companhia de Arcabuzeiros da capital holandesa. Este prédio foi demolido e substituído em meados do século XIX pelo atual hotel Doelen. Em 1715, A Ronda Noturna foi transferida para a sede do município de Amsterdã na Praça Dam. As suas grandes dimensões fizeram que fosse recortado nessa época, quando foi cortada uma faixa no lateral esquerdo e superior, eliminando três personagens do quadro. As dimensões originais do quadro são conhecidas devido ao fato de haver diferentes cópias anteriores a 1715, entre as quais destaca-se uma cópia do quadro da autoria de Gerrit Lundens que encontra-se conservada na National Gallery de Londres.
Quando as tropas napoleônicas ocuparam os Países Baixos e Napoleão entronizou seu irmão Luís como rei da Holanda em 1806, a sede do Município converteu-se em Palácio Real (função esta que ainda mantém) e os magistrados municipais transferiram o quadro para a Trippenhuis (a mansão da família Trip). Imediatamente, Luís ordenou sua volta ao palácio e manteve-a lá até a queda do Império Napoleônico. Em seguida, A Ronda Noturna voltou à Trippenhuis, onde permaneceu até 1885, ano em que foram finalizadas as obras do prédio do Rijksmuseum e o quadro foi transferido para a sua atual localização.
Durante a Segunda Guerra Mundial, para salvar o patrimônio artístico durante o conflito, as principais obras do Rijksmuseum foram depositados em diferentes bunkers denominados Refúgios Nacionais construídos nas dunas de Heemskerk e Zandvoort. Em 1942, os quadros foram transferidos para esconderijos em Steenwijk e Maastricht.

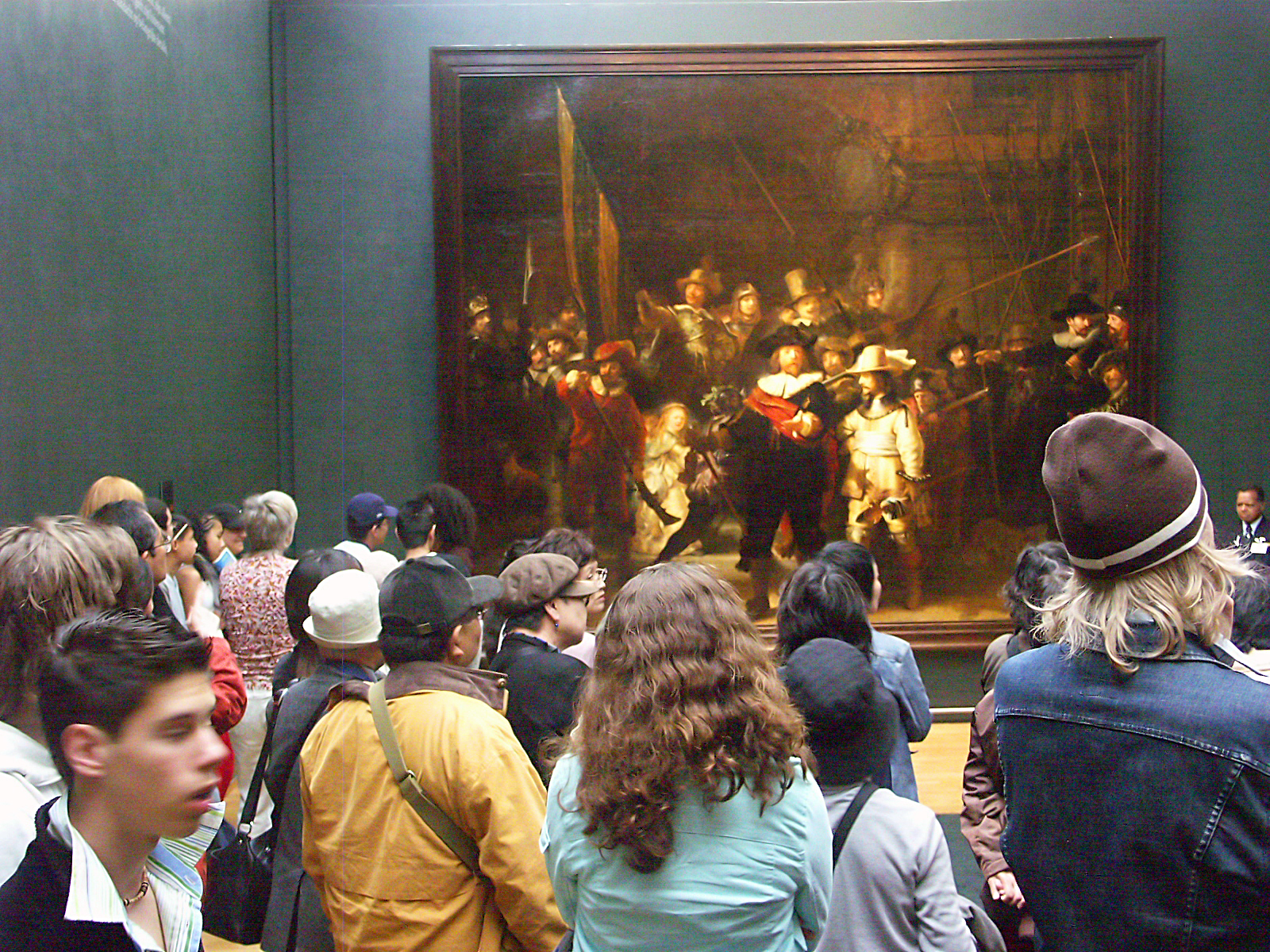
Atual localização d´A Ronda Noturna no Rijksmuseum, onde é uma das suas mais importantes obras artísticas.

A obra esteve escondida por cinco anos, sendo seu último local um bunker no subsolo da capital do Limburgo. Foi separada do seu quadro e enrolada em um cilindro. Em 25 de junho de 1945, a obra voltou para Amsterdã, sendo restaurada na oficina do Rijksmuseum.
Em 13 de fevereiro de 1975, um desequilibrado mental vandalizou a obra com uma faca fazendo-lhe numerosos cortes em ziguezague. Depois do ataque de 1975, a tela foi restaurada com êxito. Aproximadamente dez anos depois, em 1985, um visitante do museu aspergiu a pintura com um aerossol de ácido que levava oculto. A rápida intervenção dos guardas de segurança e a água que lhe foi pulverizada neutralizaram o ácido que não chegou a tocar a tela e somente danificou o verniz. De novo, a obra foi restaurada por completo.

## Ligação com o Barroco
A Ronda Noturna é uma dos quadros mais representativos da obra pictórica de Rembrandt, pelas novidades compositivas e técnicas que utilizou. É a contribuição do gênio holandês à pintura barroca. Não é o único retrato de grupo que Rembrandt realizou e, embora relevantes, o pintor preferiu os retratos individuais e de pequenas dimensões (entre eles os seus autorretratos).
|  |  |  |

O século XVII foi uma época de grandes quadros compostos por numerosos personagens seguindo a tipologia do Barroco. Próximos a Rembrandt, trabalham outros grandes gênios da pintura como Peter Paul Rubens ou Frans Hals, que realizaram grandes telas com retratos coletivos. Rubens preferiu o tema mitológico ou religioso em comprimidas cenas com múltiplos elementos. Hals, pela sua parte, dedicou-se aos tradicionais retratos corporativos na cidade de Haarlem, dotando-os de grande riqueza psicológica na sua execução. Por outro lado, de um ponto de vista diferente, Diego Velázquez compõe também telas monumentais com técnica similares às de Rembrandt, embora a temática é complementar. Velázquez realiza cenas históricas ao serviço da corte espanhola, sem dúvida uma empresa maior que um quadro por encomenda de uma companhia militar e pagado a quotas. Mas o uso da disposição aparentemente descuidada e a distribuição de elementos para centrar a atenção ao centro da tela é comum entre ambos os pintores.
|  |  |  |

## Legado cultural

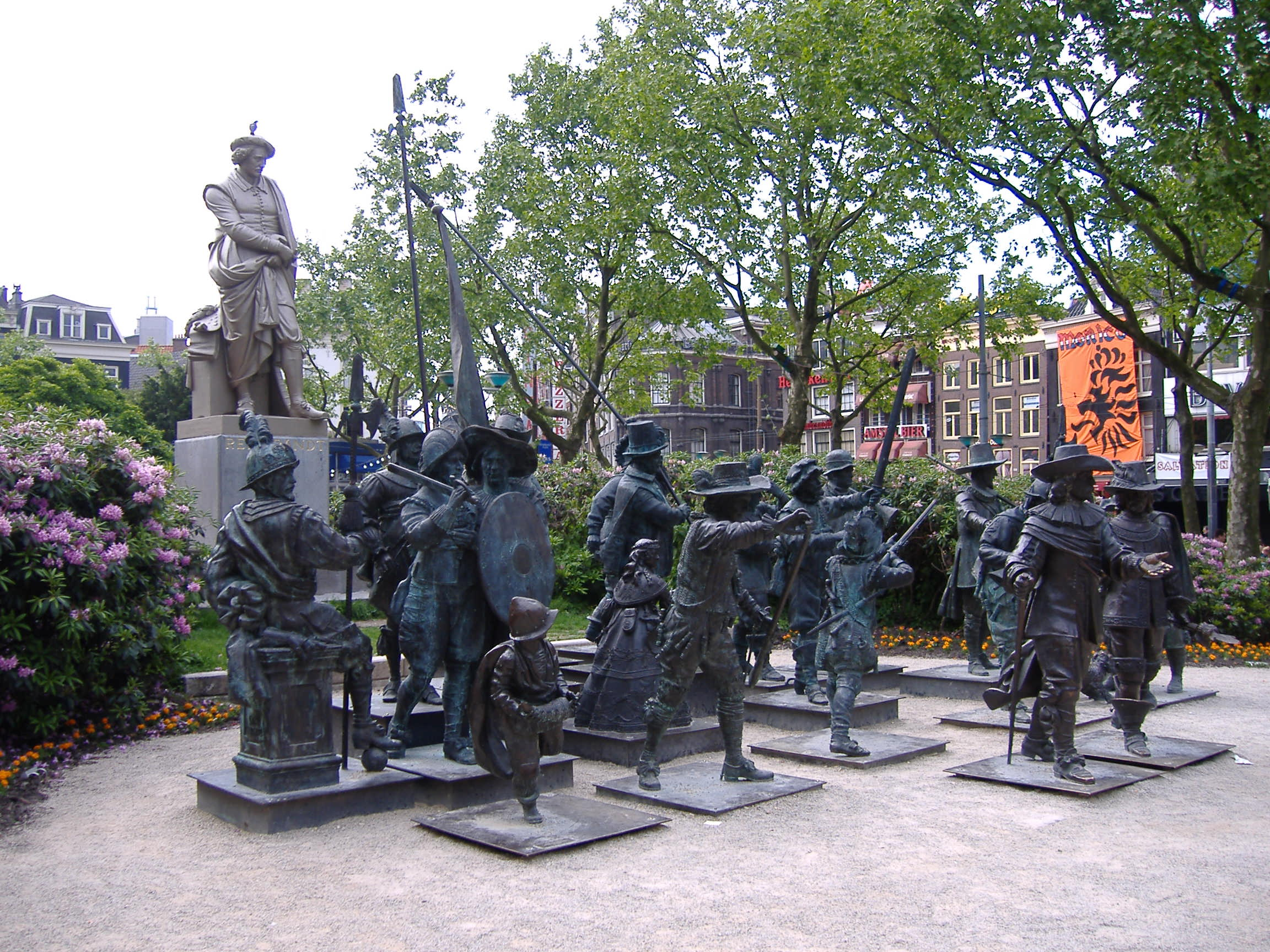
Esculturas dos personagens d´A Ronda Noturna expostas na praça Rembrandt de Amsterdã.

A obra inspirou numerosas criações posteriores. Um dos exemplos é uma cópia do quadro, graças a qual se conhece suas dimensões originais.
A comissão do IV centenário do nascimento de Rembrandt colocou estátuas de bronze, esculpidas por Alexander Taratynov e Mikhail Dronov, junto a estátua do pintor na Praça Rembrandt de Amsterdã. As estátuas são réplicas dos personagens que figuram no quadro e ficaram na praça em exposição temporariamente de 2005 a 2020.
Dentre as homenagens ao seu centenário está também um filme dedicado ao quadro intitulado Nightwatching, protagonizado por Martin Freeman no papel de Rembrandt e Emily Holmes como sua segunda esposa, Hendrickje e dirigido pelo cineasta britânico Peter Greenaway. O filme foi apresentado no Festival Internacional de Cinema de Veneza a 6 de Setembro de 2007 e teve sua estreia comercial nos cinemas dos Países Baixos em Janeiro de 2008.
A música buscou também inspiração na tela, como o segundo movimento da Sinfonia n.º 7 de Gustav Mahler e a ópera De Nachtwacht composta pelo músico neerlandês Henk Badings de 1942, sem deixar de mencionar as canções Night Watch de King Crimson dubiamente inspirada pelo nome da tela ou The Shooting Company of Captain Frans B. Cocq, com referências mais explícitas, do grupo Ayreon.
Em 2007, o artista austríaco Matthias Laurenz Gräff, um descendente distante da Banninck Cocq e família De Graeff, usou a pintura Night Watch de Frans Banninck Cocq de Rembrandt em sua pintura "Ahnenfolge" (Sucessão/Ancestral Ancestral) como parte de sua série de diplomas e tese " Weltaußenschau-Weltinnenschau".